# Hated in the Nation
«Hated in the Nation» —en español: «Odio nacional»— es el sexto y último episodio de la tercera temporada de la serie de ciencia ficción distópica británica Black Mirror. El guion está escrito por el creador de la serie, Charlie Brooker, y el capítulo está dirigido por James Hawes. Se estrenó el 21 de octubre de 2016 a través de la plataforma Netflix junto con el resto de episodios de la tercera temporada. Con una duración de 89 minutos se trata del episodio de mayor duración de Black Mirror.
Situado en un entorno contemporáneo la trama es un thriller en el que se trata de desvelar una serie de misteriosos asesinatos. La veterana detective Karin Parke (Kelly Macdonald) y su nueva compañera de trabajo experta en tecnología Blue Coulson (Faye Marsay), junto con la ayuda del oficial de la Agencia Nacional de Crimen Shaun Li (Benedict Wong), intentan resolver las inexplicables muertes de varias personas que han sido blanco de críticas en las redes sociales. Mientras la investigación avanza los agentes descubren una desconcertante realidad.
Odio Nacional ha obtenido una positiva respuesta por parte de la crítica especializada y una buena consideración en los portales temáticos.

## Argumento
La detective inspectora 
jefe Karin Parke (Kelly Macdonald) ha sido convocada a una reunión para tratar el caso de Jo Powers (Elizabeth Berrington), una periodista que recibió amenazas de muerte a través de las redes sociales tras criticar públicamente la inmolación de una activista discapacitada. Powers, al volver a casa, descubrió que le habían enviado un pastel con el mensaje "Fucking Bitch" escrito y, al poco, empezó a recibir amenazas de muerte y mensajes de odio en sus cuentas personales. Powers finalmente fue hallada muerta y su esposo herido. 
El caso se le asigna a Parke quien forma equipo junto a la Detective Blue Coulson (Faye Marsay) y a Nick Shelton (Joe Armstrong). Aunque la muerte de la periodista inicialmente se presupone como un asesinato cometido por su esposo, en el marco de una disputa conyugal, tras los interrogatorios gana peso la versión de que Powers se autocortó la garganta con una botella de vino hiriendo al marido mientras trataba de detenerla. Parke y Coulson investigan a la remitente del pastel, Liza Bahar (Vinette Robinson), una mujer que había iniciado una campaña de micromecenazgo para realizar esa acción y quien inició una campaña en redes sociales con el hastag "#DeathTo Jo Powers". Sin embargo no hallan indicios que la vinculen con la muerte del periodista.
Al día siguiente un rapero llamado Tusk (Charles Babalola), también señalado en redes sociales por su indigno comportamiento ante un joven admirador a quien insultó en público, se encuentra hospitalizado y sedado.
sufre una convulsión y muere en una máquina de resonancia magnética cuando su campo magnético extrae un objeto metálico de su cerebro, a través de la cuenca de su ojo. El objeto es un insecto dron autónomo (ADI), creado por Granular y desplegado por el gobierno para reemplazar a las abejas casi extintas. 
Superior avanza y vincula ambas muertes, las de Powers y Tusk, con unos insectos drones autónomos (IDA). Estos dispositivos son artefactos mecánicos con forma de abeja que, debido al colapso y extinción de las verdaderas colmenas y colonias de abejas, han sido creados artificialmente para suplir su función. Parke y Coulson visitan la sede central del Proyecto Granular, creador de los IDA, donde el líder del proyecto Rasmus (Jonas Karlsson) descubre que una IDA fue hackeada cerca de la casa de Powers la noche en que la mataron.
Ante la complejidad de los acontecimientos se refuerza el equipo de investigadores con la presencia de un oficial de la Agencia Nacional del Crime, Shaun Li (Benedict Wong). Coulson descubre que Tusk y Powers fueron blanco común del hashtag "#DeathTo". Los tuits que originaron el hashtag contenían un vídeo adjunto, titulado "Game of Consequences" (Juego con Consecuencias), que amenaza a la persona que diariamente obtenga la mayoría de los tuits con el hashtag "#DeathTo" será asesinada. Clara Meades (Holli Dempsey) una joven que publicó una foto donde fingió orinar en un monumento memorial a los caídos en la guerra es quien obtiene la mayoría de los tuits. Ante la situación el equipo de investigación decide recluirla en una zona segura. Rasmus, mientras tanto, intenta atrapar a los piratas informáticos que están manejando los IDA pero no lo consigue. Un enjambre de IDA logra invadir la casa donde está Meades a través de los agujeros de las cerraduras, ventanas y pequeños espacios. Aunque Parke y Blue intentan esconderla Meades es finalmente asesinada por las abejas que entran a través de un conducto de ventilación.
Al darse cuenta de que los IDA atacaron a Meades, pero no a ella ni a Parke, Coulson se percata de que, para fijar su objetivo, cuentan con un sistema de reconocimiento facial que no les permite errar de su objetivo. Li entonces revela que uno de los propósitos secretos de los IDA es su utilización para tareas de vigilancia gubernamental. El revuelo causado por los asesinatos en las noticias, que comienzan a informar de la existencia del hashtag #DeathTo, hace que su uso se incremente rápidamente. El Ministro de Hacienda, Tom Pickering (Ben Miles), es el nuevo objetivo. Mientras tanto Parke entrevista a Tess Wallander (Georgina Rich), una exempleada de Proyecto Granular que intentó suicidarse tras recibir mensajes de odio dirigidos contra ella, pero que fue salvada por su compañero de piso y colega de trabajo Garrett Scholes (Duncan Pow). 
El análisis de Coulson y Li sobre los IDA revela la existencia de un manifiesto digital, escrito por Scholes, que trata sobre forzar a las personas a enfrentarse a las consecuencias de sus actos y opiniones sin esconderse detrás del anonimato que proporcionan las redes sociales. Todo parece apuntar a que el instigador de los asesinatos es Garrett Scholes. Coulson rastrea y localiza el lugar donde tomó una autofotografía del manifiesto. La policía ataca esta ubicación donde sospechan que se encuentran los equipos para monitorizar los IDA. Coulson descubre que, registrado en un disco localizado en esa ubicación, contiene una lista con cientos de miles de números de teléfonos móviles que están vinculados con sus propietarios a través del sistema de monitoreo implantado por el gobierno. Los investigadores se dan cuenta de que los datos que figuran en esa lista son de quienes usaron la etiqueta #DeathTo. Parke concluye que el verdadero plan de Scholes era usar los IDA para matar a estas personas. Sin embargo, Li ignora estas advertencias y activa el código de Rasmus. Aunque el sistema parece estar desactivado inmediatamente los IDA vuelven a estar operativas y se dirigen contra Bahar y Shelton, quienes usaron la etiqueta. 387.036 personas que figuran en la lista, y que reprodujeron en su momento la etiqueta, son asesinadas debido a la acción de los IDA.
Como conclusión de la investigación Parke explica que la detective Blue Coulson ha desaparecido y se presume que se suicidó debido a que se culpaba por no haberse dado cuenta a tiempo del plan de Scholes. Sin embargo Parke, más tarde, recibe un mensaje de texto indicando "Lo tengo": Scholes, huido del país y con su apariencia modificada, ha sido localizado por Coulson, que comienza a seguirlo, acto seguido, el episodio termina, dando a entender que Coulson tomará justicia contra Scholes por mano propia.

## Reparto
- Kelly MacDonald - Karin Parke
- Faye Marsay - Blue Coulson
- Benedict Wong - Shaun Li
- Jonas Karlsson - Rasmus Sjoberg
- Joe Armstrong - Nick Shelton
- Elizabeth Berrington - Joanne Powers "Jo"
- Charles Babalola - Tusk
- Ben Mile - Tom Pickering
- Esther Hall - Vanessa Dahl
- Holli Dempsey - Clara Meades
- Vinette Robinson - Liza Bahar
- Georgina Rich - Tess Wallender
- Duncan Pow - Garret Scholes
- Cecilia Noble - Patricia LaMarr
- Katherine Kingsley - Dana Costello
- James Larkin - Simon Powers
- Robin Pearce - Harry Barclay
- Adrian Lukis - Alex Wallis
- Jane Bertish - Jefe MI5
- Anita Anand - Enlace
- Thomas Dominique - Roadie
- Leonie Elliot - Fiona
- Reon Smith Marshall - Aaron Sheen
- Matheus Mirek - Repartidor
- Jeremy Boothe - Hombre perro
- Tom Ashley - Paramédico
- Matt Forde / Faiza Shaheen - Comentaristas
- Imogen Daines - Técnico MRI
- Ziggy Heath - Doctor MRI
- Michael Bott - Oficial investigación

## Recepción crítica
Natalia Marcos y Eneko Ruiz Jiménez en el artículo "Black Mirror: todos los episodios ordenados de peor a mejor" publicado en el diario El País le otorga la posición 12 de 13 reseñando: "es el último capítulo de la tercera temporada, un episodio de 90 minutos planteado como un thriller de suspense en el que personas que han sido objeto de la ira de las redes sociales mueren en extrañas circunstancias. Aunque la premisa y la reflexión de fondo son interesantes, al capítulo le sobran minutos y no llega a enganchar como debería."
Daniel de Partearroyo en el artículo "Black Mirror del peor al mejor episodio" en la web Cinemanía de El Mundo le otorga la posición 5 de 13, destacando la interpretación de Kelly MacDonald e indica: "despliegue de alto nivel para una historia construida a través de capas superpuestas que se van revelando con modélica progresión de procedural."
Lorena Papí en el artículo "Black Mirror: haters gonna hate en 'Hated in the nation'" publicado en EspinOF destaca que, a medida que avanzan las tramas y escenarios de la serie, paulatinamente sus creadores se esfuerzan por mostrar escenarios menos distópicos y más verosímiles: "los haters. Ellos son el objetivo de Garrett Scholes y de su manifiesto, pero también sus cómplices. Son víctimas y asesinos a la vez. Internet es el campo de ejecución y las palabras, sus balas. El problema de estas "peligrosas" armas es que están al alcance de cualquiera; y (...) su daño es exponencial, de largo alcance. (...) Lo que nos plantean en este episodio es la posibilidad de que ese mensaje pueda matar. Twitter, ese escenario conocido, se convierte en el lugar del crimen y en el arma homicida a la vez. (...) Otra situación no tan metafórica, si tenemos en cuenta los casos de suicidio infantil por bullying."
José Antonio Martínez Perallón en la crítica publicada en La Información, refiriéndose exclusivamente a los episodios de la tercera temporada, destaca los guiños a los fans de la conspiranoia y lo sitúa en la posición 3 de 6 indicando: "El pretexto es una historia policiaca en la que un hacker (otra vez) logra controlar a las abejas-robot que puso en marcha el Gobierno en un programa experimental para suplir la desaparición de estos insectos. Sin embargo, a lo largo del capítulo subyace una gran pregunta. ¿De dónde sale todo ese odio que día nos salpica de bilis a todos en las redes sociales? Gente que entra a insultar a personas a las que no conoce de nada.  Durante los linchamientos en masa, el individuo solía quedar en el anonimato amparándose en la multitud de personas que hacían lo mismo. Sin embargo, en las redes todo consta y haber utilizado un determinado hashtag basta para  que uno quede etiquetado y clasificado. La moraleja es que el odio genera odio y el que siembra odio acaba recibiendo lo que repartió."
Javier Meléndez Martín en su positivo análisis del episodio publicado en la web Yorokobu reseña: "Brooker conjuga distintas tragedias con ecos griegos: excepto las investigadoras Karin y Blue, los personajes son responsables de sus propias desgracias. La periodista, de generar polémica; el rapero, de traumatizar a un niño; la joven, de atolondramiento; los que desean la muerte ajena, de odio e irresponsabilidad; los políticos sufren la tecnología espía que fomentaron; finalmente, el villano será probablemente atrapado fuera de la película. Esta última escena de Scholes es quizá una concesión al público norteamericano: un asesino de masas no puede quedar impune. El mensaje permanece: lo que hacemos en las redes sociales tiene consecuencias."